# 紅雀 (電影)
是一部由法蘭西斯·羅倫斯所執導的2018年美國間諜驚悚片，改編自賈森·馬修斯（Jason Matthews）所寫的英文同名小說《Red Sparrow》。本片由珍妮佛·勞倫斯、喬爾·埃哲頓、傑瑞米·艾恩斯、馬提亞斯·修奈爾、希朗·漢德、喬莉·理查德森及夏綠蒂·蘭普琳領銜主演，並於2018年3月2日在美國上映。

## 劇情概要
冷戰結束，蘇聯解體，但俄國與美國之間的諜報競爭並未停歇，雙方都將對方高官政務官吸收為間諜，以獲得情資。
俄國對外情報局（SVR）所屬的「國立第四學校」專門訓練頂尖的特務，他們訓練一種稱為「紅雀」（Red Sparrow）的色藝雙全女特務，負責去色誘與滲透被SVR鎖定的對象。
原為國家芭蕾舞團隊名伶的多明妮卡，因舞伴的舞蹈動作失誤，被重踩小腿，受了傷，無法繼續跳舞，擔任SVR副局長的叔叔伊凡，告知多明妮卡，舞伴是受其女友所託，刻意傷害她。當多明妮卡証實了這一點之後，伊凡繼而利誘之，推薦她加入情報系統，並告訴她，惟有如此，才能有足夠的錢生活，且奉養身染重病的老母。
多明妮卡經過國立第四學校一連串艱苦卓絕的訓練而成為「紅雀」，除了開鎖、搜索等技巧外，最重要的，她學到了美色誘惑男人的絕技，她的首要任務是找出美國中央情報局（CIA）特務奈特在俄羅斯密會的高官叛徒。
多明妮卡打算利用美色向奈特套出情報，在同事被SVR質疑洩密而遭滅口之後，多明妮卡不想重蹈覆轍，她心生一計，設法脫困，孰料這讓美俄兩國的諜報網路掀起層層風波，逐漸失控.....

## 演員
| 演員              | 角色                                  | 備註                                         |
| ----------------- | ------------------------------------- | -------------------------------------------- |
| 珍妮佛·勞倫斯     | 多明尼加·伊戈洛娃 Dominika Egorova    | 俄羅斯美女間諜，代號「DIVA」，前芭蕾舞舞者。 |
| 喬爾·埃哲頓       | 耐特·納許 Nathaniel Nash              | 美國中央情報局探員。                         |
| 傑瑞米·艾恩斯     | General Vladimir Andreievich Korchnoi | 俄羅斯將軍。實則投靠美國                     |
| 馬提亞斯·修奈爾   | Ivan Dimitrevich Egorov               | 多明尼加的叔叔，亦是俄羅斯對外情報局副局長。 |
| 希朗·漢德         | Colonel Alexei Ivanovich Zyuganov     | 對外情報局局長。                             |
| 喬莉·理查德森     | Nina                                  |                                              |
| 夏綠蒂·蘭普琳     | Matron                                | 國立第四學校的校長。                         |
| 斯科拉·魯特       | Marta Yelenova                        |                                              |
| 妮可·奧尼爾       | Sonya                                 |                                              |
| 克里斯托夫·康拉德 | Ustinov                               |                                              |
| 謝爾蓋·普諾寧     | Konstantin                            |                                              |
| 沙基納·賈弗里     | Trish Forsyth                         |                                              |

## 製作
攝影作業始於2017年1月5日，拍攝地點位於匈牙利首都布達佩斯。

## 發行

### 評價
爛番茄根據268條專業評論，新鮮度僅持有47%，平均得分5.55 / 10，觀眾平均給出49%分數。而在Metacritic上，則獲得了53分。據CinemaScore調查，觀眾的評價在A+至F間落在「B」。

### 票房
北美方面，《紅雀》和《猛龍怪客》同天上映並競爭，外界預估《紅雀》在首週末能從3050間戲院中獲得2000萬至2400萬美元的票房。它在第一天賺進了600萬美元（其中包括週四晚上首映的120萬美元），並在首週共獲得了1700萬美元的票房，位居當週票房排名第二。
Deadline.com分析，由於該片的預算約6900萬美元，加上勞倫斯的片酬高達1500萬至2000萬美元之間，所以該首週票房成績並不盡人意。
台灣方面，首日票房為新台幣2200萬元；首週五天票房為新台幣6970萬元；次週票房累計至新台幣1.18億元；第三週票房累計至新台幣1.46億元；第四週票房累計至新台幣1.59億元；最終全台票房為新台幣1.73億元。
| 上一届： 《黑豹》 | 2018年台北週末票房冠軍 第9週 | 下一届： 《古墓奇兵》 |

## 外部連結
- 互联网电影数据库（IMDb）上《紅雀》的资料（英文）
- 爛番茄上《紅雀》的資料（英文）
- Box Office Mojo上《紅雀》的資料（英文）
- AllMovie上《紅雀》的资料（英文）
- Metacritic上《紅雀》的資料（英文）
- 開眼電影網上《紅雀》的資料（繁體中文）
- 豆瓣电影上《紅雀》的資料 （简体中文）
- 时光网上《紅雀》的資料（简体中文）